# 中国青藏高原研究会
中国青藏高原研究会是中华人民共和国青藏高原研究学者组成的群众性学术团体，是中国科学技术协会主管的社会团体，1990年3月成立。
研究会地址在北京市朝阳区。